# Covarrubias (Burgos)
Covarrubias egy község Spanyolországban, Burgos tartományban.  Lakosainak száma 505 fő (2024).

## Népesség
A település népessége az utóbbi években az alábbiak szerint változott:
| Lakosok száma | 633  | 632  | 620  | 639  | 627  | 601  | 578  | 552  | 539  | 505  |
|               | 2001 | 2004 | 2006 | 2009 | 2011 | 2014 | 2016 | 2019 | 2021 | 2024 |